# Гангкар Пуенсум
Гангкар Пуенсум (на дзонгкха: གངས་དཀར་སྤུན་གསུམ་) е най-високият връх в Бутан и същевременно най-високият непокоряван връх в света към 2019 г. Надморската му височина е 7570 m, а относителната му височина (издадеността) е 2995 m.
Върхът е описан за първи път през 1922 г., като гранична точка между Бутан и Китай..
След като през 1983 г. Бутан вдига забраната за практикуване на алпинизъм, са правени четири опита за покоряването на върха – през 1985 и 1986 години, като всички те са неуспешни. През 1994 г. по религиозни съображения Бутан забранява изкачването на върхове с височина над 6000 m, а от 2003 г. е върната старата забрана за практикуването на алпинизма на територията на страната.
През 1998 г. японска експедиция прави опит за изкачването на върха от китайска страна, но не получава разрешение от китайските власти поради опасения от международни усложнения. Японската експедиция покорява за първи път връх Ганкхар Пуенсум Северен (Лианканг Кангри) (7535 m), излизайки с констатацията, че Гангкар Пуенсум е изцяло разположен на китайска територия, която позиция е поддържана от правителствата на Китай и Япония. Въпреки това опит за покоряването на върха не е предприет поради обстоятелството, че във всички случаи маршрутът за изкачването на върха от страната на Китай навлиза на бутанска територия.